# Sergej Sideljov
Sergej Sideljov (russisk: Сергей Ильич Сиделёв) (født 8. december 1906 i Moskva i det Russiske Kejserrige, død 4. oktober 1962 var en sovjetisk filminstruktør og skuespiller.

## Filmografi
- Pigen har travlt med en date (Девушка спешит на свидание, 1936)[1][2]
- Aleko (Алеко, 1953)
- Ulitsa polna neozjidannostej (Улица полна неожиданностей, 1957)